# Winfred Omwakwe
Winfred Adah Omwakwe é uma modelo do Quênia e rainha da beleza que foi coroada Miss Terra em 2002, tornando-se a primeira mulher negra e a primeira africana a deter o título. Omwakwe também é a primeira mulher queniana a deter um importante título internacional de concurso de beleza. Ela originalmente ficou como vice-campeã no Miss Earth, mas ascendeu ao trono quando a vencedora original Džejla Glavović foi destronada por não cumprir seus deveres.
Ela tem mestrado em relações públicas pela Universidade Internacional do Mônaco.
Winfred Omwakwe era membra da tribo Luhya. O pai de Omwakwe morreu quando ela tinha 10 anos e sua mãe morreu quando Omwakwe tinha 12 anos. Ela é a caçula de um irmão de três. Seu irmão e sua irmã mais velha são advogados que atuam na movimentação de cargas. Eles agiram como seus pais substitutos depois que os pais de Omwakwe morreram.
Ela se formou no Instituto de Gestão de Cuidados de Saúde no Quênia, onde recebeu um certificado de fisioterapia. Ela vem de Nairóbi e mede 175 cm (5 pés).[5] Ela também foi finalista no Miss Universo Quênia 2001, mas não conseguiu conquistar o título. Mais tarde, ela ficou em segundo lugar no concurso Miss Turismo Quênia e voou para Manila para representar seu país no concurso Miss Terra.
Com 21 anos, Omwakwe tornou-se a representante do Quênia no Miss Terra, depois de terminar como uma das vencedoras do concurso Miss Turismo Mundial Quênia de 2002. Ela participou da segunda edição do concurso de beleza Miss Earth, realizado em Quezon City, Filipinas, em 29 de outubro de 2002. Džejla Glavović da Bósnia-Herzegovina ganhou o título de Miss Earth 2002 e Omwakwe como vice-campeã.
Em 28 de maio de 2003, a Carousel Productions, organização que produz o concurso de beleza Miss Earth, destronou oficialmente Glavović "devido ao seu descumprimento das estipulações de seu contrato". A vice-campeã Omwakwe assumiu a posição de Miss Terra 2002. Ela foi formalmente coroada como a nova Miss Terra 2002 em 7 de agosto de 2003 no Carousel Gardens em Mandaluyong, Filipinas. Ela disse sobre sua nomeação: "Fiquei chocada e não pude acreditar. Mas então vi as mensagens de parabéns em meu e-mail e recebi ligações de todo o mundo. Foi quando me convenci de que não era uma farsa."